# Mount Vernon (Iowa)
Pour les articles homonymes, voir Mount Vernon (homonymie).
Mount Vernon est une ville du  comté de Linn, en Iowa, aux États-Unis. Elle est fondée en 1847 et incorporée le 7 juillet 1869.

## Source de la traduction
- (en) Cet article est partiellement ou en totalité issu de l’article de Wikipédia en anglais intitulé « Mount Vernon, Iowa » (voir la liste des auteurs).